# Vescisa interrupta
Vescisa interrupta là một loài bướm đêm trong họ Noctuidae.